# Wolfgang von Everstein
Wolfgang Graf von Everstein, auch Eberstein-Naugard, (* 13. März 1483; † 1534) war ein Dompropst in Cammin.

## Leben
Wolfgang war ein Sohn von Ludwig Graf von Everstein (1441–1502), der von 1469 bis 1480 das Postulat des Bistums Cammin innerhatte, und der Walpurgis, geb. Gräfin von Hohenstein.
Er studierte seit 1505 an der Universität Greifswald und wurde dort 1507 gemeinsam mit Wichmann Kruse Rektor. 1508 wechselte er an die Universität Rostock, wo er 1509 als Scholar ebenfalls Rektor wurde.
Wegen Totschlags an einem Bauern musste er 1511 Rostock verlassen. Dennoch wurde er 1518 vom Markgrafen von Brandenburg zum Bischof von Cammin vorgeschlagen, was der Papst, nicht aber der Herzog von Pommern akzeptierte. Als Ausgleich erhielt er Schloss Quarkenburg im späteren Kreis Naugard und wurde in Cammin versorgt. 
Von 1524 bis 1530 war er Praepositus des Camminer Domkapitels und von 1530 bis 1531 Dekan.